# 寺廟整理運動
寺廟整理運動（日语：／ Jibyō Seiri Undō），又稱神佛升天運動，是台灣日治時期台灣總督府的皇民化運動環節之一，具體措施包括拆除或合併台灣傳統寺廟、限制寺廟祀神的數量、將寺廟改為神社等，造成台灣的寺廟數量銳減。總督府將寺廟整理交由地方州郡自行推動，因此各地推進的情形不一，有如台南州新豐郡等的積極推展，亦有如台北州消極進行者。

## 歷史
西來庵事件後，為避免相似的以寺廟和民間信仰為基礎的抗日事件再度發生，台灣總督府頒佈《依照本島舊慣寺廟之設立廢合辦理案》，對台灣傳統寺廟的建造進行限制，同時設置「社寺課」管轄台灣民間信仰，成立「南瀛佛教會」在台灣傳播日本佛教並派日本僧侶擔任台灣寺廟的住持。
寺廟整理運動起於1936年7月的「民風作興運動」，隨着皇民化運動的開始，1938年，台灣總督府開始全面推行寺廟整理運動，通過寺廟的合併、拆除、撤祀、合祀甚至燒燬等手段打壓台灣寺廟，強迫台灣佛教寺院歸附日本佛教宗派，強迫宮廟建築改為日式。而寺廟中的土塑神佛像一律搗毀，木雕神佛像大多燒燬，少部份有文化價值的送至政府研究機構典藏，在打壓下部分信徒被迫將神像藏匿。同時總督府大力推動神社參拜，1938年台灣參拜神社有約830萬人次，1941年增至1,200萬人次。
寺廟整理運動引發了台灣極大的民怨，英美在南洋戰場上也開始宣傳日軍對祠廟的破壞，在這些壓力下，1941年10月台灣總督府決定停止拆併，改以“漸進改善”的方式，寺廟整理運動至此結束。

## 影響
在寺廟整理運動下，台灣的寺廟數量由1936年的3,403座降至1942年的2,327座，減少近三分之一。其中有361所寺廟被拆毀，819所寺廟改為神社或日本佛寺，被燒毀的神像達13,700餘座，其中台南州與高雄州共有13,015座神像被燒毀或搗毀。破壞最嚴重的新竹州、高雄州、台南州三州1942年時分別有40%、54%、56%的寺廟遭到破壞，其中309座寺廟被拆毀，786座寺廟被移作他用，其中台南州有194座廟宇被毀，419座被移作他用，新豐郡、斗六郡所有寺廟全遭毀壞。